# José Quiñones Gonzáles
José Abelardo Quiñones Gonzáles (22. dubna 1914 – 23. července 1941) byl peruánský vojenský pilot v bitvě u Zarumilly během Ekvádorsko-peruánské války.  Po smrti se stal národním hrdinou.

## Vojenská služba

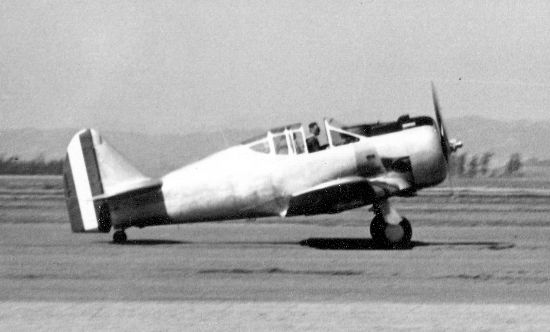
NA-50 "Torito",podobný tomu, který pilotoval nadporučík Quiñones dne 23. července 1941

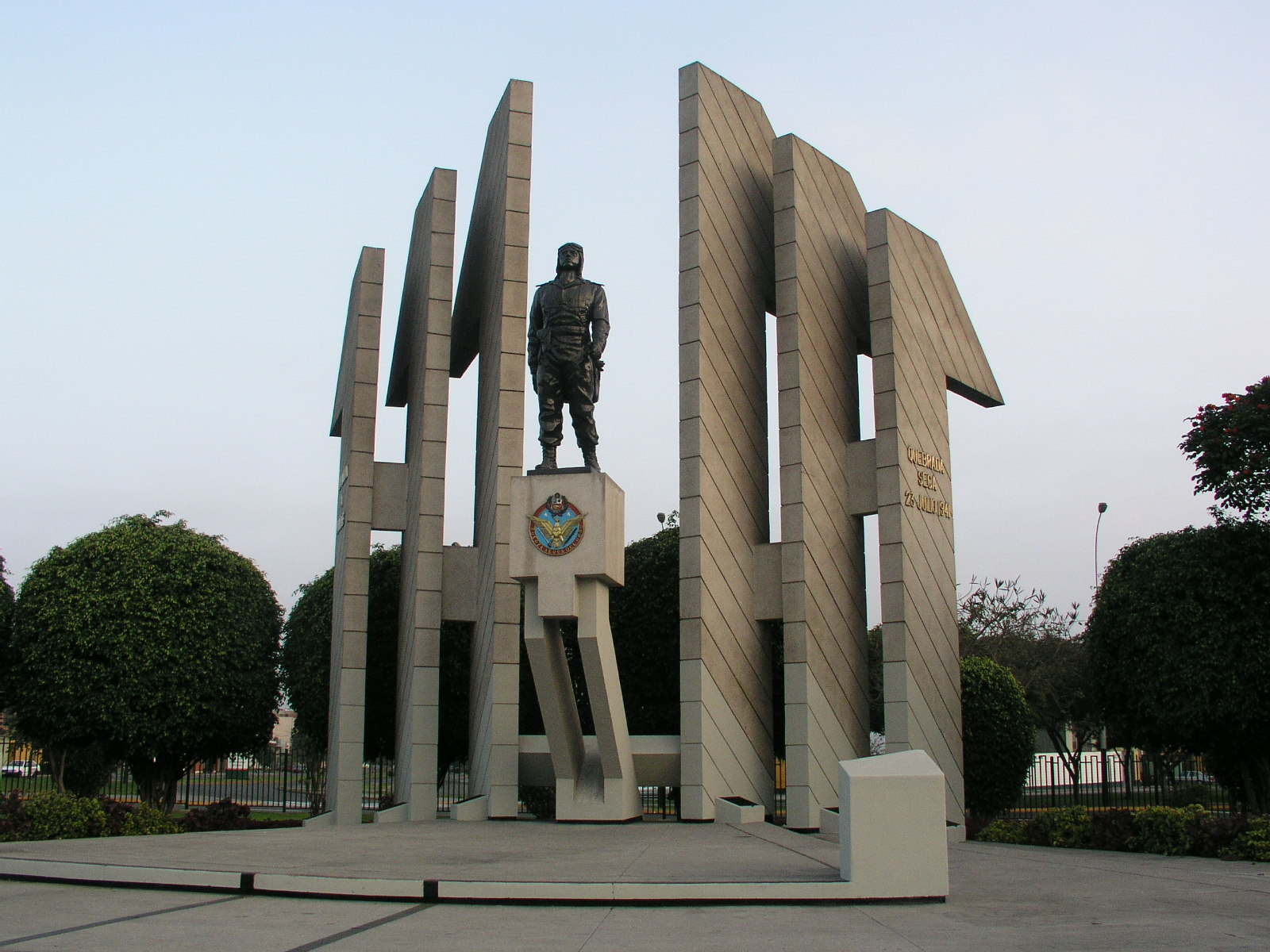
Památník v San Isidro, Lima

Poručík Quiñones byl stíhací pilot 41. letky peruánského letectva a byl součástí oddělení provádějícího nízkoúrovňové bombardování a nálety na ekvádorské síly na řece Quebrada Seca 23. července 1941. Během náletu bylo Quiñonesovo letadlo North American P-64 zasaženo pozemní palbou z baterie ekvádorského protiletadlového dělostřelectva. Místo, aby se pilot zachránil pomocí padáku, navedl poškozený letoun na pozice ekvádorského dělostřelectva.

## Po smrti
Po smrti byl Quiñones povýšen na hodnost kapitána letectva a 10. května 1966 byl prohlášen národním hrdinou. Na jeho počest je pojmenováno Mezinárodní letiště Josého A. Quiñonese Gonzálese poblíž jeho rodného města v Chiclayu. Když byla představena nová měna Peru nuevo sol v roce 1991, objevil se na bankovce s hodnotou 10 nuevo solů.